# Moyogalpa
Moyogalpa là một khu tự quản thuộc tỉnh Rivas, Nicaragua. Khu tự quản Moyogalpa có diện tích 66 ki lô mét vuông. Đến thời điểm năm 2005, huyện Moyogalpa có dân số 9729 người.